# Usina Nuclear de Qinshan
A Usina Nuclear de Qinshan (秦山核电站) é uma usina nuclear com várias unidades re reatores nucleares de diferentes modelos e que ainda se encontra em expansão. Localiza-se na cidade de Qinshan, condado de Haiyan, província de Zhejiang, na República popular da China.

## Desenvolvimento
A construção das unidades é dividida em três fases separadas.
Fase I
Envolveou a construção da unidade-1 apenas de pequena escala (≈300 MW), mas foi o primeiro rator nuclear do país projetado e construído na China (95% dos componentes são de fabricação nacional). A unidade tem até então operado por mais de 10 anos sem um evento a classificação 2 na Escala Internacional de Eventos Nucleares.
Fase II
O próximo conjunto de reatores foram reatores nucleares de tamanho médio (≈600 MW), mas ainda de design Chinês (CNP-600). Os geradores de vapor foram feitas por Babcock & Wilcox de Cambridge, Ontário, Canadá.
Fase III
Envolveu a construção de dois reatores CANDU, mais especificamente da série CANDU-6 com potência de 728 MW (bruto) projeto fornecido pela Atomic Energy of Canada Limited. Declarou-se que esse foi o maior empreendimento comercial entre o Canadá e a China. Em 2001 a usina foi visitada pelo Primeiro Ministro do Canadá, Jean Chrétien; ambas as unidades foram conectadas a rede elétrica nacional chinesa em 2003.

## Visão geral
| Unidade       | Tipo | Modelo  | Potência elétrica | Potência bruta | Potência térmica | Início da construção   | Primeira criticidade    | Conexão à rede         | Operação comercial     |
| ------------- | ---- | ------- | ----------------- | -------------- | ---------------- | ---------------------- | ----------------------- | ---------------------- | ---------------------- |
| Qinshan I     | PWR  | CNP-300 | 298 MW            | 310 MW         | 966 MWt          | 20 de Março de 1985    | 31 de outubro de 1991   | 15 de dezembro de 1991 | 1 de abril de 1994     |
| Qinshan II-1  | PWR  | CNP-600 | 610 MW            | 650 MW         | 1930 MWt         | 2 de junho de 1996     | 15 de novembro de 2001  | 6 de fevereiro de 2002 | 15 de abril de 2002    |
| Qinshan II-2  | PWR  | CNP-600 | 610 MW            | 650 MW         | 1930 MWt         | 1 de abril d 1997      | 25 de fevereiro de 2004 | 11 de março de 2004    | 3 de maio de 2004      |
| Qinshan II-3  | PWR  | CNP-600 | 619 MW            | 660 MW         | 1930 MWt         | 28 de abril 2006       | 13 de julho de 2010     | 1 de agosto de 2010    | 5 de outubro de 2010   |
| Qinshan II-4  | PWR  | CNP-600 | 610 MW            | 660 MW         | 1930 MWt         | 28 de janeiro de 2007  | 17 de novembro de 2011  | 25 de novembro de 2011 | 30 de dezembro de 2011 |
| Qinshan III-1 | PHWR | CANDU 6 | 677 MW            | 728 MW         | 2064 MWt         | 8 de junho de 1998     | 21 de setembro de 2002  | 19 de novembro de 2002 | 31 de dezembro de 2002 |
| Qinshan III-2 | PHWR | CANDU 6 | 677 MW            | 728 MW         | 2064 MWt         | 25 de setembro de 1998 | 18 de janeiro de 2003   | 12 de junho de 2003    | 24 de julho de 2003    |

Embora a Usina Nuclear de Fangjiashan seja, tecnicamente, uma entidade separada de Qinshan, a Associação Nuclear Mundial considera que ela é essencialmente uma extensão da Central de Qinshan devido à sua extrema proximidade e o fato de que os dois reatores originais construídos em Fangjiashan foram inicialmente destinados para serem construída na fase IV de Qinshan (o que não se planeja mais).